# PS Company
La PS Company è un'etichetta discografica indie giapponese gestita dalla manager Tomomi Ozaki (尾崎友美?, Ozaki Tomomi). È specializzata nel genere visual kei, ed ha finora prodotto esclusivamente questo tipo di artisti.
"PS Company" sta per "Phonetically Syndacalism Company", ma anche per il motto della label: "Phalanx of Swash buckers Company?"; dopo la fusione con la King Records la sigla "PS" sta per "Peace & Smile". Il nome dell'etichetta viene spesso accorciato in Giappone in PSC o P Kan (P缶?, P Kan), dove "kan" è un ideogramma scelto non per il suo significato ("lattina"), ma per il suono, uguale a quello delle prime due sillabe della pronuncia giapponese del nome della label, ピーエス カンパニー (?, Pii Esu Kanpanii).

## Storia
L'etichetta nasce come indie nel 1998, creata, prodotta e gestita dalla manager Tomomi Ozaki, e debutta con il gruppo dei Dué le quartz, che precedentemente incideva per la label Matina di Kisaki: i tour promozionali della band, svolti nel 2001 in giro per le live house di Tokyo sia da soli sia con altre band (anche di altre label), ebbero molto successo e consentirono all'etichetta di espandersi, facendosi conoscere sulle maggiori riviste del settore. Nel frattempo entrano a far parte della PS Company altri gruppi come i Palette, gli Ash, i bis e gli Hanamuke: a parte i bis, che hanno cambiato etichetta, le altre tre band oggi non esistono più.

Nel 2002 i Due'le quartz si sciolgono, ma il chitarrista Miyabi decide di restare all'interno della PS Company come solista, cambiando il proprio nome in miyavi; contemporaneamente firmano per la label i Kagrra, (che avevano già conosciuto i Dué le quartz durante i loro tour del 2001) ed i Gazette (anch'essi provenienti dalla label Matina, ed oggi conosciuti col nome di the GazettE). È un periodo molto fecondo per la casa discografica, che opta per la pubblicazione di molti singoli, EP e mini-album (invece di album completi), manda in tour le proprie band insieme per aumentarne la notorietà, ed apre il proprio sito web.

Nel 2004 entrano a far parte della PS Company le band Kra ed alice nine., dal gusto musicale orientato verso l'oshare kei. Nel frattempo miyavi, l'artista più celebre della label, firma un contratto con la major Universal per la sola distribuzione dei suoi dischi (la produzione completa resta quindi all'etichetta indie). Nel 2005 la PS Company diventa parte della più grande e famosa Free-Will, casa discografica di respiro internazionale, che incamera la compagnia come sua divisione. L'accordo commerciale si rivela però poco efficace, la PS Company ed i suoi artisti si sentono oppressi e limitati: l'etichetta decide quindi di staccarsi dalla Free-Will, e dal 23 novembre dello stesso anno si lega invece fruttuosamente alla più aperta King Records, che unite insieme generano l'etichetta cooperativa PS music (che sta per Peace & Smile music).

La PS Company gestisce attualmente cinque artisti principali (un solista e quattro gruppi) e due band emergenti, i SuG e gli Screw (collocate all'interno del progetto "Indie PSC"), che fanno parte del gruppo dal 2007. In occasione dei periodici Peace & Smile Carnival tour, questi sette artisti si riuniscono su un solo palco per celebrare la loro etichetta. Con un messaggio d'addio sul suo blog, però, miyavi ha annunciato che lascerà la PS Company dopo il concerto del 5 aprile 2009: si tratta per il cantante della fine di una collaborazione lavorativa durata dieci anni, e per l'etichetta della perdita dell'artista più famoso e rappresentativo.

## Artisti

### Correnti
- Kra
- the GazettE
- Rave
- the Lotus
- Naoki (Bassista dei Kagrra,)
- Reno (Chitarrista dei Vivid)
- Refrain Refrain (Duo con il Chitarrista dei Vivid Ryoga)
- K (Vocalist dei Born)

### Passati
- Kagrra, (sciolti)
- Screw (sciolti)
- Alice Nine
- Vivid (sciolti)
- SuG
- D=OUT (sciolti)
- BORN (sciolti)
- Ash (sciolti)
- Bis (sciolti)
- Dué le quartz (sciolti)
- Hanamuke
- Hydra
- Miyavi
- Palette

## Pubblicazioni

### CD
- 2000 - Tribal Millennium Arivall 
  - Artisti: Palette, L,DEAR, ErecSia, ElDorado, Crystal Eye's, TRESOR, La Féerie, SKULL, TWICE, Nerv Rituell, Perfume, MINTAISHI

### DVDPeace & Smile Carnival
- 2005 - tour 2005 Egao de Fuck You (tour 2005 笑顔でファッキュー?, tour 2005 Egao de Fakkyuu, "tour 2005 Un sorridente Fuck You")

Registrazione della performance live.
- - Miyavi

1. Sukkyanen MYV
2. Aho matsuri
3. Kekkonshiki no uta
4. Shōri no V-Rock!!

- - Kagrra,

1. Satsuki
2. Urei
3. Chikai no tsuki

- - Kra

1. Circus
2. Renjō philosophy
3. Buriki no hata

- - The Gazette

1. The $ocial Riot Machine$
2. Carry?
3. Linsa (Candydive Pinky heaven)

- - alice nine.

1. Shunkashūtō
2. Kyokusai kyokushoku gokudōka〈G3〉
3. Heisei jūnananen shichigatsu nananichi

- 15/4/2009 - PS Company 10 shūnen kinen kōen (PS Company 10周年記念公演?, PS Company 10 shūnen kinen kōen, "PS Company Performance commemorativa del 10º anniversario")

Registrazione della performance live tenutasi il 3 gennaio 2009.
- - Kagrra,

1. Kotodama
2. Sai
3. Utakata

- - Kra

1. Artman
2. Mutaku to mutaku to
3. Amaoto wa Chopin no shirabe
4. Buriki no hata

- - Alice Nine.

1. Velvet
2. Rainbows
3. Blue Planet

- - The Gazette

1. Filth in the beauty
2. Leech
3. Discharge

- - miyavi

1. Kabuki danshi -Kavki Boiz-
2. Sakihokoru hana no yō ni -Neo Visualizm-
3. As Ur -Kimi wa kimi no mama de-

Opening act:
- - SuG

1. Love Scream Party

- - Screw

1. Vegas

### Libri
- 15/01/2009 - Peace & Smile History 1998-2008